# Peter Christopherson
Peter Martin Christopherson, kallad Sleazy, född 16 januari 1955 i Leeds i England, död 25 november 2010 i Bangkok, Thailand, var en brittisk musiker, musikvideoregissör, fotograf och designer.
Han var en av originalmedlemmarna i Industrial Records-bandet Throbbing Gristle. I denna grupp hade Sleazy möjligheten att driva fram den moderna metoden att sampla. Efter gruppens splittring 1981 bildade Christopherson tillsammans med Genesis P-Orridge och Alex Fergusson bandet Psychic TV.
Christopherson mötte Jhonn Balance när han arbetade med Psychic TV:s skivor och de beslöt sig för att tillsammans starta ett eget projekt och bildade gruppen Coil. I och med Balances död 2004 upphörde bandet formellt att existera, men en sista skiva med gammalt material kom ut 2005 med titeln The Ape of Naples. Christopherson flyttade efter Balances död till Bangkok, där han inledde arbetet med sitt soloprojekt The Threshold HouseBoys Choir.
Christopherson arbetade även åt designagenturen Hipgnosis och formgav skivomslag åt bland annat Pink Floyd och Alan Parsons Project.  Han var också en välkänd musikvideoregissör, och regisserade videor för Nine Inch Nails, Ministry, Rage Against the Machine och Hanson.
År 2010 avled Christopherson i sitt hem i Bangkok, 55 år gammal.